# International Balzan Foundation
International Balzan Foundation, italiensk organisation grundad 1956 av Angela Lina Balzan. Efter att hennes far (Eugenio Balzan) avlidit 1953 och lämnat henne ett stort arv beslöt hon sig för att använda pengarna för att ära hans minne. Organisationen delar årligen ut Balzanpriset till individer för deras enastående arbete inom vetenskap/humaniora
Extern länk: International Balzan Foundation